# Pierre Wacquier
Pour les articles homonymes, voir Wacquier.
Pierre Wacquier (Tournai, le 14 septembre 1959) est un homme politique belge, membre du Parti socialiste.
Il est infirmier hospitalier diplômé (École provinciale de Nursing, Tournai, 1982); infirmier à Saint-Jean de Dieu (Leuze); délégué médical, puis infirmier au service d'Épidémiologie (ULB, 1982-1989); ensuite conseiller en assurances auprès de P&V Assurances et en 1996, directeur d'agences P&V Assurances.

## Carrière politique
- conseiller communal de Brunehaut (1989-)
  - échevin (1995-2005)
  - Bourgmestre (2005-)
- Député wallon et de la Communauté française (2003-2004, 2004-2009)